# Gil Cisneros
Gilbert Ray Cisneros, detto Gil (Los Angeles, 12 febbraio 1971), è un politico statunitense, membro della Camera dei Rappresentanti per lo stato della California dal 2025 ed in precedenza dal 2019 al 2021.

## Biografia
Laureato in scienze politiche alla George Washington University e con un master in business administration alla Regis University.
Ha lavorato come manufactoring manager alla Frito-Lay fino al 2010, quando fu licenziato. Poco dopo il licenziamento vinse un jackpot di 266 milioni di dollari alla lotteria Mega Millions. Dopo la vincita, lui e sua moglie divennero filantropi finanziando soprattutto borse di studio per studenti ispanici.
Politicamente è stato affiliato al Partito Repubblicano fino al 2008, ma ha poi lasciato il partito poiché diventato per lui troppo ideologico passando così ai democratici.
Nel 2018 decise di candidarsi alla Camera dei Rappresentanti nel trentanovesimo distretto della California. Tale elezione fu citata da alcuni analisti come "la più strana del Paese" a causa del fatto che i vertici nazionali del Partito Democratico intervennero per negoziare una tregua e far interrompere gli spot negativi tra Cisneros e l'altro candidato democratico Andy Thorburn durante le "primarie giungla". I candidati, entrambi milionari, avevano speso infatti più di 6 milioni di dollari in spot contro l'avversario e il partito temeva che questo avrebbe compromesso le chance dei democratici di sottrarre il collegio ai repubblicani. Cisneros ottenne il 19,4% dei voti alle primarie giungla, avanzando alle elezioni generali di novembre dove sconfisse di misura la repubblicana Young Kim con il 51,6% contro il 48,4. Ricandidatosi nel 2020 per un secondo mandato, perse la rivincita con Young Kim e lasciò il Congresso dopo un solo mandato.